# Sandéné Kodou Fall Ndao
 (novembre 2019).
Sandéné Kodou Fall Ndiao est le 28e Maad Saloum du Royaume du Saloum. Il régne à partir de 1778.

## Biographie
En 1785, Louis Le Gardeur de Repentigny, Gouverneur de la Colonie du Sénégal lui rend visite à bord du navire Le Sénégal. Il le décrit ainsi : 
« Le Bour Saloum Sandéné était de stature élevée et bien proportionnée. Il était coiffé d’un bonnet bleu, garni de petites bandes d’or de forme cylindrique, avec dans les intervalles des petites plaques de même métal, très bien travaillés. Ces ornements arrangés symétriquement, s’appuyaient sur une bande de larges plaques d’or, avec au sommet un très gros bouton du même métal, ciselé et travaillé à jour; tous ces éléments donnait à ce bonnet l’air d’ une couronne. Il était vêtu d’une tunique ample, d’étoffe de coton blanc, rayé de rouge, qui descendait jusqu’au genoux, et serrée sur les reins par une ceinture de même couleur, dont les deux extrémités retombaient sur le côté gauche et descendaient en dessous des genoux. Cette tunique était ouverte sur la poitrine et ornée des deux côtés, de larges brandebourgs de laine rouge. Sur l’estomac pendait un globe d’or de la forme et de la grosseur d’un œuf de poule, suspendu au cou par un cordon de soie cramoisi. Ce globe renfermait l’extrémité d’une queue d’ éléphants de 14 pouces de longueur; les crins noirs de celle-ci flottaient légèrement. Les manches de la tunique étaient courtes et laissaient à découvert des bras nerveux, charnus et bien proportionnés. Il portait comme les autres guerriers, une culotte de coton blanc, qui formait une multitude de plis, descendant jusqu’à mi cuisse et ressemblant à des cuissardes; et était chaussé de sandales liées jusqu’à mi jambe par des bandelettes. Des anneaux d’or entouraient ses bras, et un large cimeterre avec une poignée en or, dans un fourreau de maroquin chargé de plaques de même métal, qui pendait au côté droit, suspendu par un baudrier de drap rouge richement orné ».
Le 8 février 1785, ils signent un traité cédant l’île de Kasthiambée[Quoi ?] en toute propriété à la France, qui serait la seule Nation reçue dans le Royaume du Saloum, et l’autorisation d’établir un comptoir à Kiawer[Quoi ?], l'un des plus fameux marchés de captifs de la côte d'Afrique occidentale.